# یانوش بوبیک
یانوش بوبیک (انگلیسی: Janusz Bobik؛ زادهٔ ۱۷ دسامبر ۱۹۵۵) سوارکار پرش اهل لهستان است.